# 9. kongres Občanské demokratické strany
9. kongres ODS se konal 4. dubna 1998 v Jihlavě.

## Dobové souvislosti a témata kongresu
Kongres se odehrával v době existence vlády Josefa Tošovského, kdy ODS poprvé od svého vzniku působila v opozici a kdy se zotavovala z následků rozkolu z přelomu let 1997–1998, kdy se vnitrostranická opozice proti Václavu Klausovi po takzvaném Sarajevském atentátu pokusila na  8. kongresu Občanské demokratické strany neúspěšně sesadit Václava Klause z postu předsedy strany a následně se přetvořila do samostatného subjektu Unie svobody. K ní se připojila velká část členů poslaneckého klubu ODS. Občanská demokratická strana se zároveň musela vyrovnávat s dozvuky finančních skandálů okolo stranického účetnictví z roku 1997. Preference ODS dočasně výrazně klesly, ale strana se na jaře 1998 již stabilizovala a spustila přípravy na předčasné sněmovní volby roku 1998. Hlavním manažerem volební kampaně se v únoru 1998 stal Václav Mencl, 28. března 1998 si strana vybrala regionální volební lídry.
Kongres nebyl koncipován jako volební, ale přesto došlo k jisté obměně vedení strany, protože na post místopředsedy už v lednu 1998 rezignoval Bohdan Dvořák, kterého na kongresu nahradil Ivan Langer, a zároveň muselo být obsazeno několik postů ve Výkonné radě, jejíž členové sem byli zvoleni koncem roku 1997, ale poté odešli do Unie svobody. Kongres schválil změny stanov a přísnější pravidla pro přijímání sponzorských darů. Zároveň přijal základní teze volebního programu – takzvané čtyři poděbradské artikuly (nedotknutelné soukromí, levný stát, nezadlužená budoucnost, solidarita zodpovědných). Kongres se vyslovil pro spolupráci s dalšími pravicovými stranami a vyzval zákonodárce ODS, aby ještě do voleb prosadili ratifikaci vstupu Česka do NATO.

## Personální složení vedení ODS po kongresu
- Předseda – Václav Klaus
- Dovolba místopředsedů Ivan Langer
- Dovolba Výkonné rady ODS – Jan Klas, František Pejřil, Jiří Stříteský, Zdeněk Švrček, Vladislav Vilímec[3]